# Paracentropyge multifasciata
Paracentropyge multifasciata is een straalvinnige vissensoort uit de familie van de engel- of keizersvissen (Pomacanthidae). De wetenschappelijke naam van de soort is voor het eerst geldig gepubliceerd in 1911 door Smith & Radcliffe.